# 北港鎮

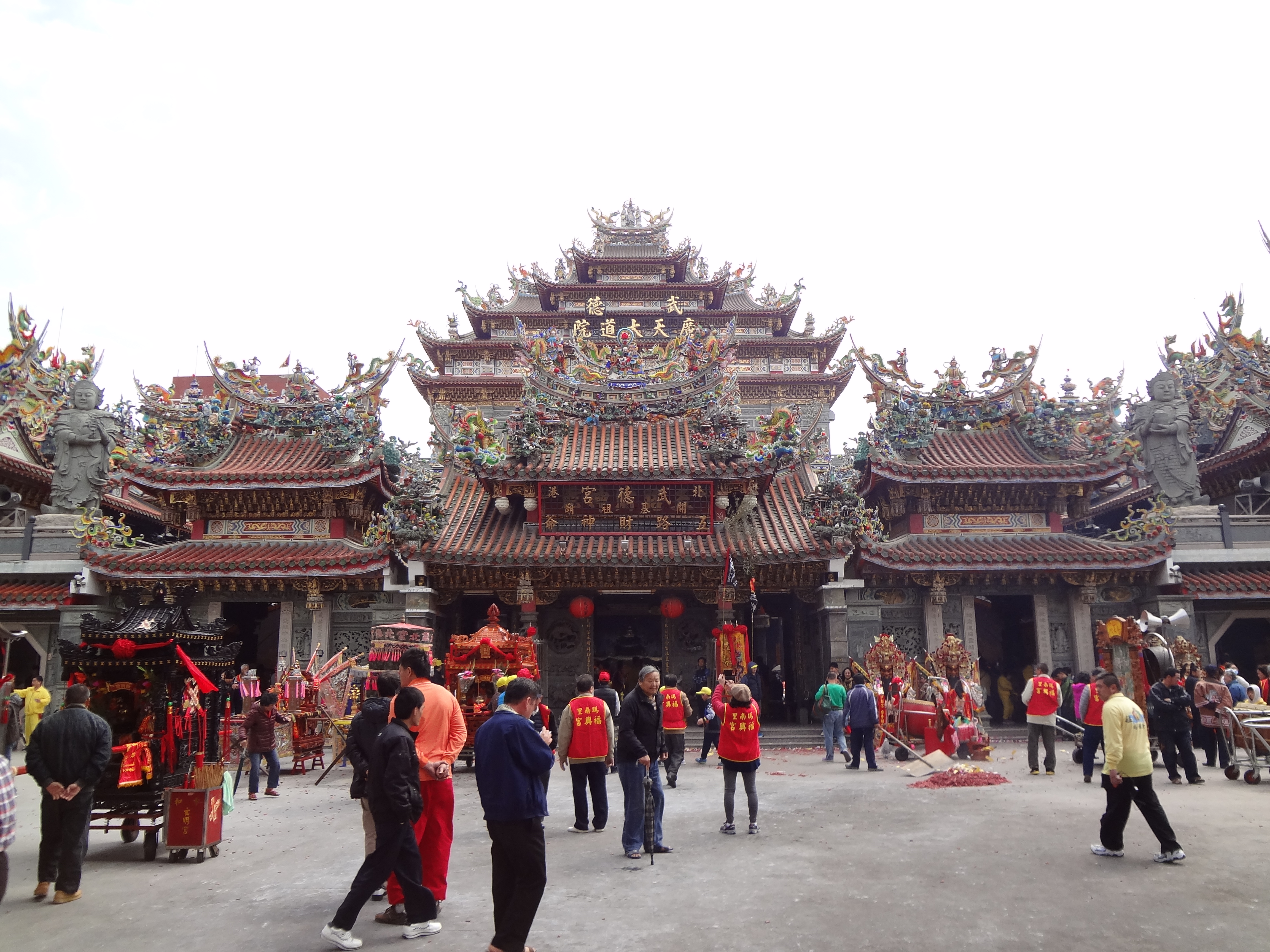
北港武徳宮

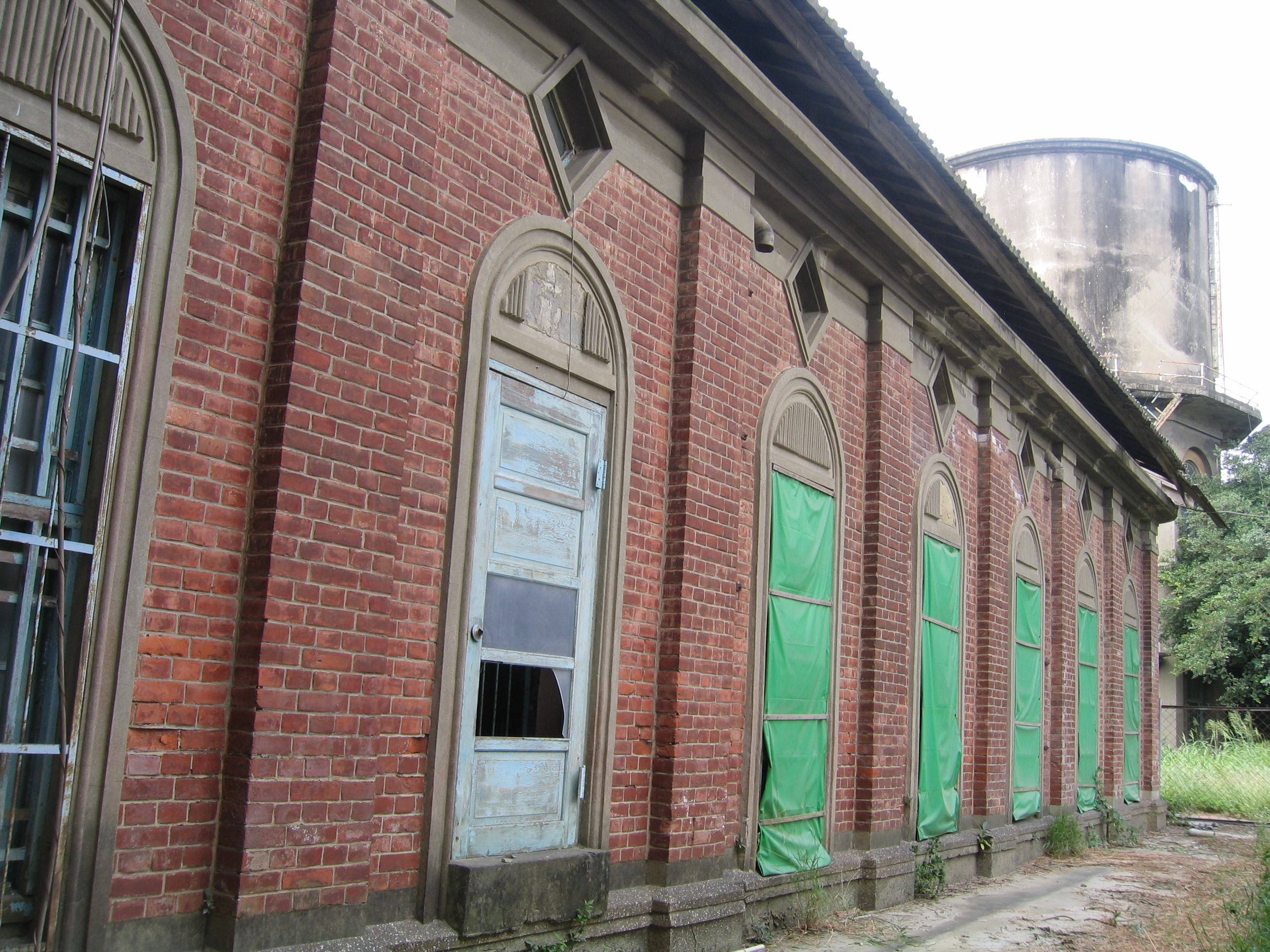
北港水道頭文化園区（旧北港浄水場）

北港鎮（ベイガン/ほっこう-ちん）は台湾雲林県の鎮。
1694年に台湾の媽祖廟の総本山といわれる北港朝天宮が建立されて以来、門前町として栄えてきた。日本統治時代、日光に擬えて「台湾の日光」と呼ばれることがあった。

## 地理
北港鎮は雲林県の南西に位置し、東南は北港渓を隔てて嘉義県新港郷及び六脚郷と、北西は水林郷及び元長郷と接している。

## 歴史
北港鎮は旧称を「笨港」と称した。1683年（康熙22年）より福建沿海からの移民が入植し、また公館を設けて租税を徴収するようになった。1731年（雍正9年）には笨港鎮丞を設置し入津する船舶の管理を行なっていた。乾隆初年には釐金局が設置されると、この地域には街区が設置されるようになった。1893年（光緒23年）に台中県北港弁務が設置されるなど、清代を通じて繁栄した地域となっていた。
日本統治時代は幾度かの行政改革が加えられた結果、台南州北港郡北港街となったが、戦後の1946年1月19日に廃止され、代わって台南県北港区北港鎮が設置された。1950年10月の地方行政区改革に伴い区が廃止され、北港鎮と改められ雲林県に帰属するようになり現在に至っている。

## 行政区
| 里 |
| --- |
| 大北里、大同里、中和里、仁安里、仁和里、公館里、水埔里、光民里、光復里、東陽里、東華里、南安里、義民里、共栄里、賜福里、華勝里、新街里、劉厝里、後溝里、新厝里、府番里、草湖里、溝皂里、番溝里、好収里、樹脚里、扶朝里、西勢里 |

## 歴代鎮長
| 代     | 氏名   | 所属政党   |
| ------ | ------ | ---------- |
| 初代   | 陳向陽 | 無所属     |
| 第2代  | 陳向陽 | 無所属     |
| 第3代  | 陳向陽 | 無所属     |
| 第4代  | 蔡科   | 無所属     |
| 第5代  | 許禛興 | 無所属     |
| 第6代  | 王應東 | 無所属     |
| 第7代  | 許禛興 | 無所属     |
| 第8代  | 丁鎮民 | 無所属     |
| 第9代  | 許石井 | 無所属     |
| 第10代 | 許石井 | 無所属     |
| 第11代 | 詹春泉 |            |
| 第12代 | 蘇晉卿 | 中国国民党 |
| 第13代 | 蘇晉卿 | 中国国民党 |
| 第14代 | 徐忠徹 | 中国国民党 |
| 第15代 | 徐忠徹 | 中国国民党 |
| 第16代 | 蕭永義 | 無所属     |
| 第17代 | 張勝智 | 民主進歩党 |

## 教育

### 大学
- 中国医薬大学北港キャンパス
- 国立台湾海洋大学北港キャンパス(予定)

### 高級中学
- 国立北港高級中学
- 私立巨人高級中学

### 高級職校
- 国立北港高級農工職業学校

### 国民中学
- 雲林県立北港国民中学
- 雲林県立建国国民中学

### 国民小学
| - 雲林県立南陽国民小学 - 雲林県立北辰国民小学 - 雲林県立好収国民小学 | - 雲林県立僑美国民小学 - 雲林県立育英国民小学 - 雲林県立東栄国民小学 | - 雲林県立辰光国民小学 - 雲林県立朝陽国民小学 |

## 交通

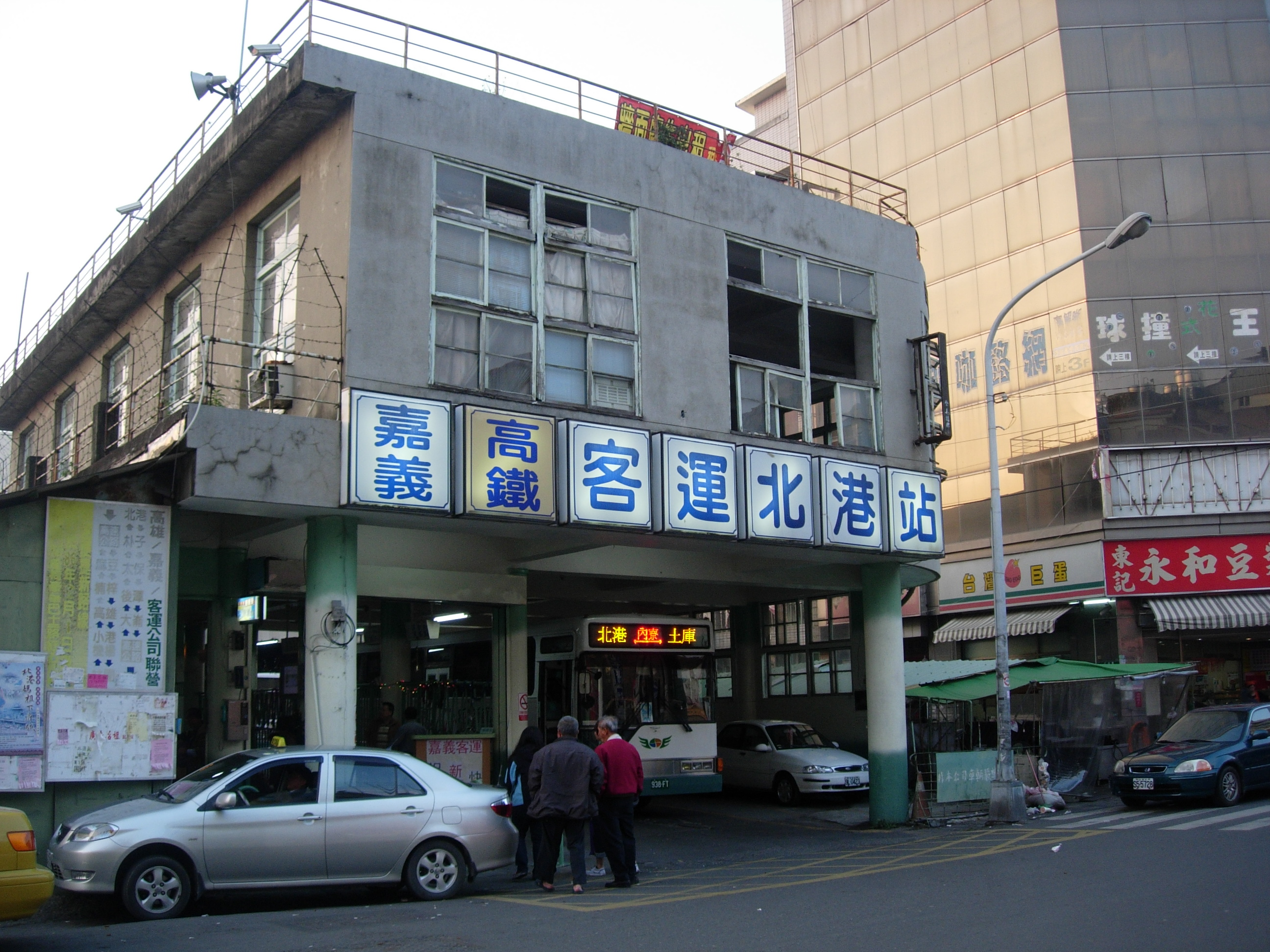
嘉義客運北港バスターミナル

- 最寄駅:台湾高速鉄道 嘉義駅

| 種別 | 運營事業者 | 系統 | 行先            | 備考             |
| ---- | ---------- | ---- | --------------- | ---------------- |
| バス | 嘉義客運   | 7201 | 嘉義-北港       | 月眉経由         |
| バス | 嘉義客運   | 7202 | 嘉義-北港       | 民雄経由         |
| バス | 嘉義客運   | 7235 | 高鉄嘉義站-北港 | 故宮南院経由     |
| バス | 嘉義客運   | 7218 | 北港-土庫       | 客子厝(セキ)経由 |
| バス | 嘉義客運   | 7219 | 北港-土庫       | 内寮経由         |
| バス | 嘉義客運   | 7220 | 北港-東勢厝     | 渓底経由         |
| バス | 嘉義客運   | 7221 | 北港-台西       | 三條崙経由       |
| バス | 嘉義客運   | 7222 | 北港-三條崙     | 箔子寮経由       |
| バス | 嘉義客運   | 7223 | 北港-金湖       |                  |
| バス | 嘉義客運   | 7224 | 北港-宜梧       |                  |
| バス | 嘉義客運   | 7226 | 朴子-北港       | 雙渓口経由       |
| バス | 嘉義客運   | 7231 | 朴子-北港       | 六脚経由         |
| 省道 | なし       | なし | 台19線          |                  |

## 観光
- 北港朝天宮

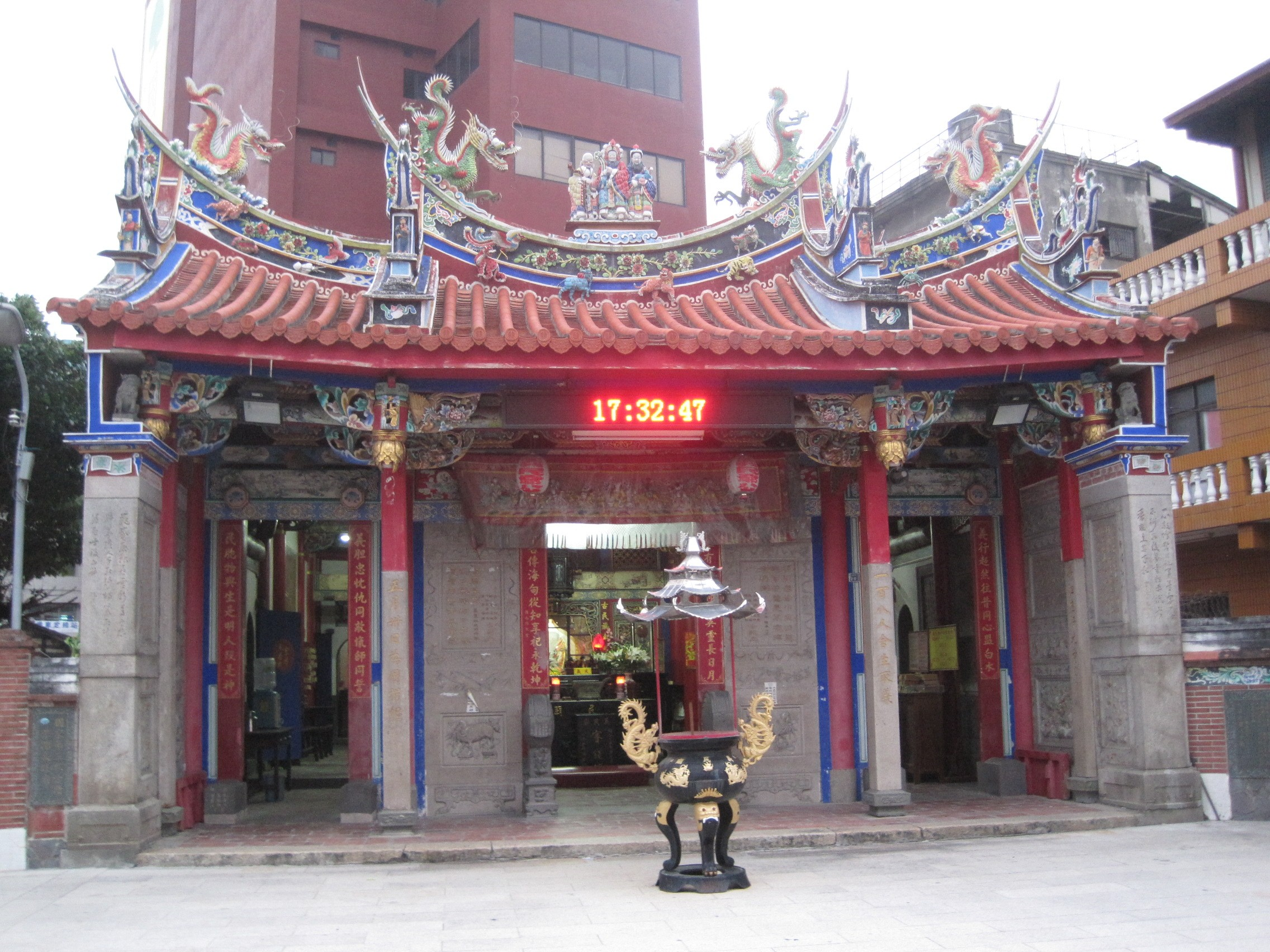
北港義民廟

- 顔思斉先生開拓台湾登陸紀念碑（中国語版）
- 蔡秀才古厝
- 蔡復興客桟
- 北港観光大橋（中国語版）
- 北港義民廟（中国語版）
- 北港武徳宮（中国語版）
- 扶朝五福宮
- 北港牛墟（中国語版）
- 北港水道頭文化園区（中国語版）（北港自来水廠）
- 北港劇場（中国語版）
- 北港渓鉄橋（復興鉄橋）
- 北港農工旧図書館
- 北港神社（中国語版）